# Yan et les Abeilles
 (décembre 2011).
Si vous disposez d'ouvrages ou d'articles de référence ou si vous connaissez des sites web de qualité traitant du thème abordé ici, merci de compléter l'article en donnant les références utiles à sa vérifiabilité et en les liant à la section « Notes et références ».
Yan et les Abeilles est un groupe de rock français réuni autour de Jacky Vitet, dit Yan. C'est le principal représentant de la CRAC (Chanson Rock Acoustique Crunchy), terminologie que le groupe a lui-même définie.

## Parcours
Jacky Vitet naît en 1958. Adolescent, il ne se passionne pas pour les études et finit par se faire virer de son lycée. Il vit ensuite de petits boulots, écrit ses premières chansons sous le pseudonyme de Yan et forme le groupe Yan et les Abeilles en recrutant des musiciens dans une école de musique. Cette première formation ne durera qu'un temps, mais, lauréate d'un concours de rock organisé par le Conseil général du Tarn (Marathon Rock dans le Tarn), elle enregistrera néanmoins un album, non commercialisé, tiré à 500 exemplaires, partageant la galette avec les deux autres groupes, vainqueurs du concours.
En 1992, Yan s'associe au guitariste Tim Valdor. Après quelques mois passés dans le sud-ouest de la France, le duo s'installe à Paris et se produit dans les bars, se forgeant ainsi une solide réputation sur scène et au comptoir. Le 16 janvier 1995, à la suite d'une audition, la nouvelle formation de Yan et les Abeilles réunie autour de Yan et Tim se retrouve en tête d'affiche à l'Olympia pour une soirée consacrée au rock français. Le premier album, Chansons Apicoles sort peu de temps après. Une nouvelle version du même album, augmentée de quelques titres et intitulée Toutes folles de moi... sauf maman !, est publiée l'année suivante.
En 1999 sort l'album La tournée des Ardoises. Pour ce disque, Yan est entouré de Frédéric Rollat (futur guitariste-chanteur de Karpatt) à la guitare acoustique, de Jérôme Frulin à la basse et de Khalid Kharbichi aux percussions. L'année suivante, Yan prépare le troisième album du groupe avec l'aide du guitariste Florent Renoult. Une nouvelle formation de Yan et les Abeilles voit le jour et l'album, intitulé Bleu Olivier, est enregistré en novembre et décembre 2000. Cet album ne sortira pas du vivant de son auteur, Yan étant mort le 23 août 2001 des suites d'un arrêt cardiaque.
Le 6 mai 2002, un concert à l'Européen auquel ont participé entre autres Pierre Carré, Akli Dehlis, Karpatt, Albert Mesley, Las Patatas Espantadas, Sanseverino, Benjamin Sire et les musiciens des diverses formations de Yan et les Abeilles a permis de rendre un dernier hommage à Yan.

## Discographie
- Rock (1991) : Tralalalère * La mère Michel * Les monstres poilus
- Chansons Apicoles (1995) : Youpi pour l'abeille * Les rousses de 83 ans * Ca fait mal * Lustucru * Bigoudi Be Bop * Charly fait ses courses * Un coup d'tube * Les femmes à gros cul * Juke Box song * Margarita * Dupanloup * Papa tu baves
- Toutes folles de moi... sauf maman ! (1996) - réédition de Chansons Apicoles avec 4 titres supplémentaires : Sale petite gonzesse * Shoubidoubidouwha * Beau comme Crésus * Le blues du pneu
- La tournée des ardoises (1999) : Mam'zelle Angèle * Plus je suis odieux * Fan de maman * C'est vache le mambo * Rintintin l'a dit * Faut pas l'répéter * Viens ma Sylvie * Quelle fatigure * Bonus : La photo de Tonton
Musiciens : Yan (chant), Frédéric 'Fred Clic Clac' Rollat (guitare - chœurs), Jérôme '.G' Frulin (basse de base), Khalid 'DJ Ridoo' Kharbichi (percussions - chœurs)
- Bleu Olivier (2002) : Bleu Olivier * Boubou mon ouaf * Putain * La jalousie * Les framboises sur les mûres * Chez Guevara * La beu d'Hauville * Pour attendre * L'heure tranquille * Le guitariste * J'ai des amants * Motif fantaisie * 1 poète dans la main * Bonus : un titre caché
Musiciens : Yan (chant - xylophone), Florent Renoult (guitares - chœurs), Pépé (basse - percussions - chœurs), David Adrian-Montgendre (batterie - chœurs), Émilie Tallet & Marine Gauliard & Daniel 'Dan' Gauliard & Dalian Parthenay (chœurs)

Réédité avec un bonus différent : le titre caché est remplacé par les titres Marijuanita et Chasse, pêche et tradition
- Youpi pour l'abeille, l'anthologie de Yan et les Abeilles (2002)
CD1 : Les rousses de 83 ans * Ca fait mal * Lustucru * Un coup d'tube * Les femmes à gros cul * Mam' zelle Angèle * Plus je suis odieux * Faut pas l'répéter * Bleu Olivier * Putain * 1 poète dans la main * Only news * Le blues du pneu * Fan de maman (version radio) * La photo de Tonton * Les petits commerces * Ou tu t'épiles * Le manche à balai Yeh * Divorçons gentiment * Ces vieux qu'ont d'l'âge
CD2 (Vidéo) : Ca fait mal * Sale petite gonzesse * Bleu Olivier * Les rousses de 83 ans * Viens ma Sylvie * Plus je suis odieux * Ou tu t'épiles * Le manche à balai Yeh